# Zmago Šmitek

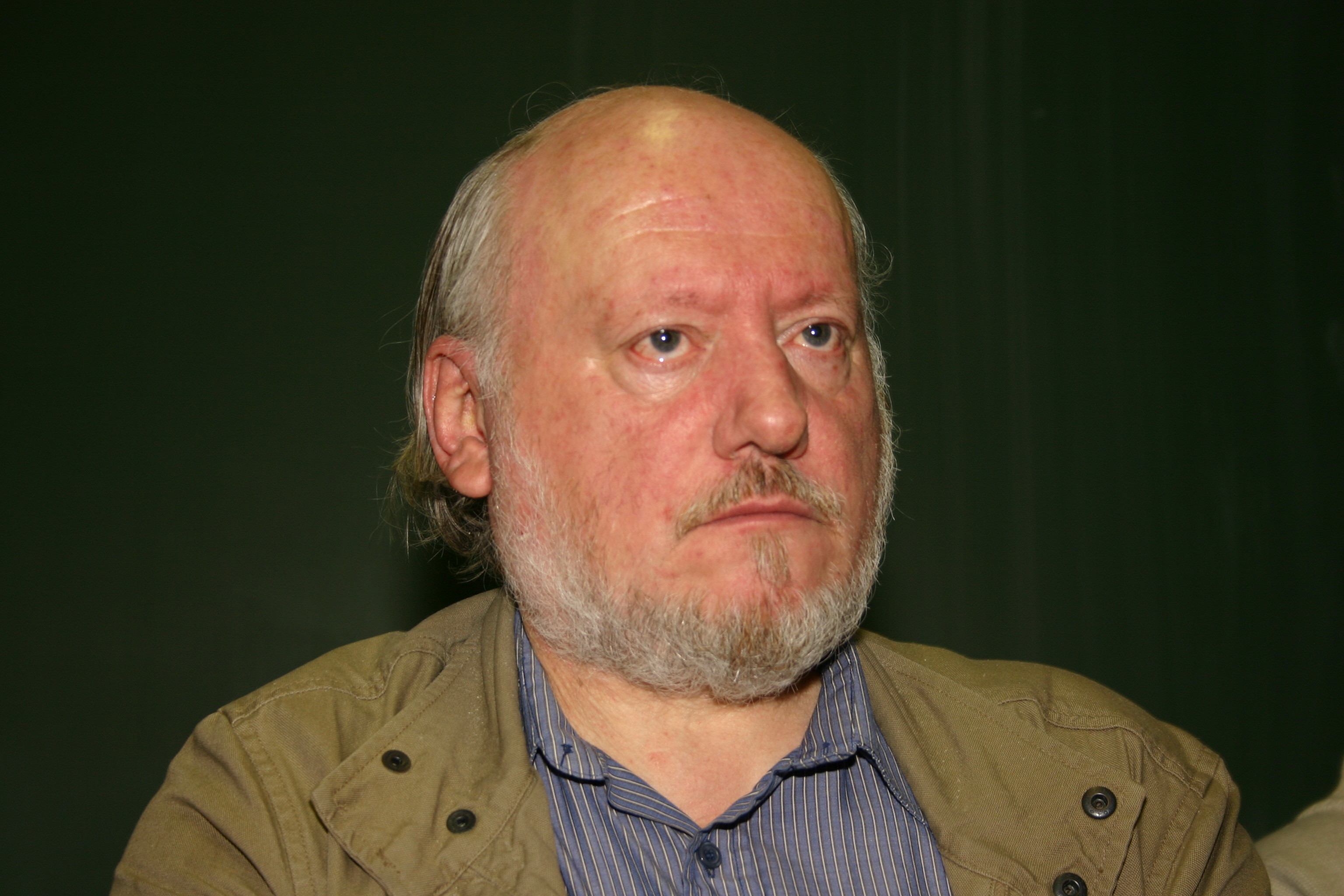
Zmago Šmitek, 2006

Zmago Šmitek (* 29. November 1949 in Kropa; † vor dem oder am 18. September 2018) war ein slowenischer Ethnologe.

## Leben
Zmago Šmitek studierte Ethnologie und Kunstgeschichte an der Universität Ljubljana, wo er 1983 promovierte. Ab 1973 arbeitete er an der Abteilung für Ethnologie und Kulturanthropologie der Universität Ljubljana; dort war er seit 1995 ordentlicher Professor für Ethnologie mit Schwerpunkt Asien sowie Religionsanthropologie.

## Auszeichnungen
Für zwei seiner Bücher erhielt er 1987 den Kajuh-Preis und 2005 den Murko-Preis.

## Werke
- Klic daljnih svetov. Slovenci in neevropske kulture, 1986
- Mitološko izročilo Slovencev. Svetinje preteklosti, 2004
- (als Herausgeber): Post-Yugoslav lifeworlds between tradition and modernity. Results of the Slovenian/Macedonian ethnological and anthropological research project 2000 - 2002, 2005, ISBN 961-237-146-6
- Slovenske ljudske pripovedi. Miti in legende. – Slovenian folk narratives (zweisprachig slowenisch/englisch), 2006, ISBN 978-86-341-3849-8
- (als Herausgeber): Southern Slavs and India. Relations in oral tradition, 2011, ISBN 978-81-7768-060-7
- Poetika in logika slovenskih mitov. Ključi kraljestva, 2012, ISBN 978-961-242-557-9